# Parihuzovce
Parihuzovce (em húngaro: Juhos; ucraniano: Паризівці) é um município da Eslováquia, situado no distrito de Snina, na região de Prešov. Tem 9,52 km² de área e sua população em 2018 foi estimada em 24 habitantes.

## Demografia
| Ano:        | 1994 | 2004    | 2014 | 2024 |
| ----------- | ---- | ------- | ---- | ---- |
| Broj ljudi: | 41   | 25      | 30   | 27   |
| Razlika:    |      | -39,02% | +20% | -10% |

| Ano:               | 2023 | 2024 |
| ------------------ | ---- | ---- |
| Número de pessoas: | 27   | 27   |
| Diferença:         |      | +0%  |